# Reincarnated (album)
Pour les articles homonymes, voir Reincarnated.
Albums de Snoop Lion
Mac and Devin Go to High School OST
(2011) Royal Fam
(2013)
Singles
1. Here Comes the King
Sortie : 3 décembre 2012
2. Lighters Up
Sortie : 18 décembre 2012
3. No Guns Allowed
Sortie : 2 avril 2013
4. Ashtrays and Heartbreaks
Sortie : 4 avril 2013

Reincarnated est le douzième album studio de Snoop Dogg, le premier sous le nom Snoop Lion pour marquer son basculement vers le reggae, sorti le 23 avril 2013.

## Historique
Avant même l'enregistrement de cet album, Snoop Dogg voyage en Jamaïque et y étudie l'ordre Nyahbinghi, une branche du mouvement rastafari. Il déclare : « je me sens comme si j'étais Rastafari depuis toujours, je n'avais juste pas mon troisième œil ouvert »,,. Snoop Dogg décide alors de prendre une nouvelle direction artistique et souhaite s'orienter vers le reggae.
Il cite Bob Marley, Peter Tosh, Bunny Wailer, Gregory Isaacs et Jimmy Cliff. Snoop collabore principalement avec les producteurs Diplo et Major Lazer.

## Singles
Le premier single est La La La, produit par Major Lazer. Le titre sort le 20 juillet 2012. Le clip est réalisé par Eli Roth et est présenté le 31 octobre 2012.
Le second single est No Guns Allowed avec la participation de la fille de Snoop, Cori B, et de Drake. Ce single est l'occasion pour Snoop d'affirmer son attachement à l'interdiction du port d'arme chez les citoyens américains. Il fait, notamment, référence à une fusillade qui eut lieu à Toronto lors d'une fête de voisinage en juillet 2012 (dans les paroles, « 416 » se rapporte à l'indicatif téléphonique de Toronto ; Shyanne et Josh sont le prénom de chacune des deux victimes mortellement touchées).

## Liste des titres
| 1.    | Rebel Way (Produit par Dre Skull et Major Lazer)                                                                  | Calvin Broadus, Andrew Bain, Wayne Henry, Andrew Hershey, Thomas Wesley Pentz, Ariel Rechtshaid                                                                                 |                                                                                | 4:44 |
| 2.    | Here Comes the King (featuring Angela Hunte – Produit par Major Lazer, Ariel Rechtshaid et 6Blocc)                | Broadus, Raoul Gonzalez, Angela Hunte, Pentz, Rechtshaid | Run Time de 6BLOCC                                                             | 3:25 |
| 3.    | Lighters Up (featuring Mavado & Popcaan – Produit par Dre Skull et Major Lazer)                                   | Broadus, Bain, David Brooks, Henry, Hershey, Pentz, Rechtshaid, Andrae Sutherland                                                                                               |                                                                                | 3:48 |
| 4.    | So Long (featuring Angela Hunte – Produit par Major Lazer et Zion I Kings)                                        | Broadus, Laurent Alfred, Bain, David Goldfine, Henry, Hunte, Pentz, Rechtshaid                                                                                                  |                                                                                | 3:40 |
| 5.    | Get Away (featuring Angela Hunte – Produit par Major Lazer et Ariel Rechtshaid)                                   | Broadus, Elan Atias, Hunte, Pentz, Rechtshaid | Pon De Floor de Major Lazer featuring Vybz Kartel                              | 3:27 |
| 6.    | No Guns Allowed (featuring Drake et Cori B – Produit par Major Lazer, Ariel Rechtshaid, Dre Skull et Zach Condon) | Broadus, Bain, Zach Condon, Drake, Henry, Hershey, Hunte, Pentz, Rechtshaid | Nantes de Beirut Clint Eastwood de Gorillaz featuring Del the Funky Homosapien | 3:31 |
| 7.    | Fruit Juice (featuring Mr. Vegas – Produit par Major Lazer et Ariel Rechtshaid)                                   | Broadus, Bain, Noel Davey, Henry, Lloyd James, Pentz, Rechtshaid, Clifford Smith, Ian Smith                                                                                     | Under Me Sleng Teng de Wayne Smith                                             | 2:37 |
| 8.    | Smoke the Weed (featuring Collie Buddz – Produit par Supa Dups, Major Lazer et Jus Bus)                           | Broadus, Bain, M. Chin, Ted Chung, Colin Harper, Henry, Nellie Hooper, Hunte, Simon Law, Larry Marshall, Paul Preston Palmer, Dwayne Chin Quee, Berrisford Romeo, Caron Wheeler | Don't Smoke the Seed de Michael Palmer Back to Life de Soul II Soul            | 3:28 |
| 9.    | Tired of Running (featuring Akon – Produit par Akon et Leslie Brathwaite)                                         | Broadus, Leslie Brathwaite, Akon, Giorgio Tuinfort |                                                                                | 4:10 |
| 10.   | The Good Good (featuring Iza – Produit par Terrace Martin et Kyle Townsend)                                       | Diane Warren |                                                                                | 3:54 |
| 11.   | Torn Apart (featuring Rita Ora – Produit par Major Lazer, John Hill et Ariel Rechtshaid)                          | Broadus, John Hill, Hunte, Pentz, Rechtshaid, David Taylor |                                                                                | 3:30 |
| 12.   | Ashtrays and Heartbreaks (featuring Miley Cyrus – Produit par Major Lazer, Ariel Rechtshaid et Dre Skull)         | Broadus, Hershey, Hunte, Pentz, Rechtshaid |                                                                                | 4:06 |
| 44:17 | | |                                                                                |      |

| 13. | Boulevard (featuring Jahdan Blakkamoore – Produit par Major Lazer, Ariel Rechtshaid et Dre Skull) | Broadus, Pentz, Rechtshaid, Hershey, Henry, Bain, Donat Roy Jackie Mittoo                            | Hot Milk de Jackie Mittoo and The Soul Vendors              | 3:12 |
| 14. | Remedy (featuring Busta Rhymes et Chris Brown – Produit par Major Lazer et Ariel Rechtshaid)      | Broadus, Hunte, Rechtshaid, Pentz, Trevor Smith, Andrew Williams, Abdul Wahab Lafta, Johnson Etienne | Original Nuttah de UK Apachi et Shy FX History de Super Cat | 3:00 |
| 15. | La La La (Produit par Major Lazer et Ariel Rechtshaid)                                            | Broadus, Pentz, Rechtshaid, Joelle Clarke, Ken Boothe, William Cole                                  | Artibella de Ken Boothe                                     | 3:27 |
| 16. | Harder Times (featuring Jahdan Blakkamoore – Produit par Dre Skull et Major Lazer)                | Broadus, Pentz, Rechtshaid, Ken Boothe, William Cole, Hershey, Henry, Bain                           |                                                             | 3:32 |

## Classements
| Classement / pays (2013)                            | Meilleure position |
| --------------------------------------------------- | ------------------ |
| Australie - ARIA Charts                             | 23                 |
| Autriche                                            | 12                 |
| Ultratop 50 (Région flamande)                       | 50                 |
| Ultratop 40 (Région wallonne et Bruxelles-Capitale) | 126                |
| Canada - Canadian Albums Chart                      | 14                 |
| Pays-Bas - MegaCharts                               | 75                 |
| France - SNEP                                       | 56                 |
| Allemagne - Media Control Charts                    | 20                 |
| Italie - FIMI                                       | 89                 |
| Nouvelle-Zélande RIANZ                              | 31                 |
| Suisse - Swiss Hitparade                            | 13                 |
| Espagne - Promusicae                                | 90                 |
| Royaume-Uni - UK Albums Chart                       | 34                 |
| Royaume-Uni - R&B Albums Chart                      | 4                  |
| États-Unis - Billboard 200                          | 16                 |
| États-Unis - Top Reggae Albums                      | 1                  |